# 丹尼斯·舍菲克
丹尼斯·舍菲克（羅馬化：Denis Šefik，1976年9月20日—），塞尔维亚男子水球运动员。他曾代表塞尔维亚和黑山、塞尔维亚、黑山参加2004年、2008年和2012年夏季奥林匹克运动会水球比赛，获得一枚银牌和一枚铜牌。